# Rocks and Honey
A Rocks and Honey Bonnie Tyler brit rockénekesnő tizenhatodik stúdióalbuma, amely 2013. március 8-án jelent meg Európában. A reszelős hangú énekesnő nyolc év után adott ki új stúdióalbumot, amelyet a countryzene fővárosának tartott, Tennessee államban található Nashville-ben készített. Elmondása szerint csak két countrydal hallható rajta, többségében erőteljes balladák és rockdalok kaptak helyet a lemezen.
Az album elkészítésében régi barátai segítették, mint Desmond Child, akivel utoljára az 1988-ban megjelent Hide Your Heart (Notes from America) című albumon dolgozott együtt. A lemez producere David Lyndon Huff.
Az album első kislemezdala a Believe in Me, amellyel Bonnie Tyler képviselte az Egyesült Királyságot a 2013-as Eurovíziós Dalfesztiválon Malmőben. A dal Desmond Child, Christopher Braide és Lauren Christy szerzeménye. Az albumra kezdetben csak a hivatalos, teljes verzió került fel, majd a megjelenése előtt egy héttel utolsóként a rádiós verzió is felkerült. A lemez 2013. május 6-án jelent meg az Egyesült Királyságban és május 14-én az Amerikai Egyesült Államokban és Kanadában a Warner Bros. Records gondozásában. Legkésőbb Oroszországban és a FÁK országaiban jelent meg az album 2013. november 28-án a Warner Music orosz leányvállalata, a Nikitin és a BestFM rádió gondozásában. 2020. február 29-én a pedig a világ minden táján az összes digitális platformon elérhetővé vált. 
Bonnie Tyler hivatalos weboldalán jelentette be, hogy a Rocks and Honey albuma a 10 éves jubileumra "12-es bakelitlemezen is megjelenik. 
 Legfőképpen a rajongóimnak szeretnék köszönetet mondani a szeretetükért és hűségükért és azért a hosszú várakozási időért, amíg megjelent ez az album. Remélem mindannyian úgy szeretitek ezt a lemezt, mint én.

## Történet

### Tervek, előkészületek, csúszások
Bonnie Tyler 2007 nyarán Ausztráliában turnézott és az ottani médiának adott interjúiban kifejtette, hogy tervben van egy új album létrehozása. Már akkor bejelentette, hogy country-rock stílusú lemezzel készül visszatérni, mégpedig Jim Steinman segítségével. A megjelenést Bonnie Tyler 2007 november–december tájára datálta.
2007. szeptember 28–29-én a Niagara Falls-koncerten Bonnie már két új dalt is énekelt. Az Under One Sky és az Is That Thing Loaded eddig nem jelent meg egyetlen lemezen sem, így várható volt, hogy következő albumának dalai lesznek. Az énekesnő újabb csúszást jelentett be és az album megjelenését már 2008-ra tolták ki.
2008. július 1-jén Bonnie Tyler Törökországban koncertezett és a Zaman nevű lapnak adott interjújában már 2009 nyarán megjelenő lemezről beszélt. Jim Steinman elfoglaltsága miatt lassan készült az album, és Bonnie valami nagyon különleges dalt szeretett volna a lemez végére. Az énekesnő szerint akkor öt-hat dal már elkészült, és az új lemez, elmondása szerint rock stílusú lesz.
2009 tavaszán Bonnie a BBC Radio Wales-nek adott interjújában elmondta, fel kellett függeszteni az új album készítését Jim Steinman egészségi állapota miatt, és azt 2010-re csúsztatják. Az addig elkészült hét dal továbbra is a fiókban maradt. Bonnie Tyler a koncertjein négy új, addig kiadatlan dalt énekelt a többi nagy slágere mellett. Az Is That Thing Loaded, a You are the One, a Don't Tell me it's Over Now és az It's my Name című dalok szerzőiről és arról, hogy milyen alkalomra íródtak, nincs információ.
Bonnie Tyler hivatalos magyar rajongói oldala azt a hírt osztotta meg, hogy Bonnie Tyler és kiadója, a Stick Music közötti feszültség és a 2010 végén lejáró szerződés miatt az új album 2011-ben jelenhet meg leghamarabb. A francia Stick Music egy nagylemezt, egy regionális kiadványt, egy koncert DVD-t és annak CD változatát adta ki 2005 és 2006 között. Az énekesnő a kiadó weboldalának nyitóoldalán szerepelt 2005-től egészen 2012. év végéig.
2010 nyarán Bonnie Tyler az amerikai Wayne Warner countryénekessel készített közös duettet. Bonnie a WalesOnline-nak adott interjújában elmesélte, hogy Nashville-ben Wayne Warnerrel több csodálatos dalt is rögzítettek, és nagyon élvezte a közös munkát. Az új album – elmondása szerint – country-rock stílusú lesz, ami csak egy kis stílusváltás az énekesnő karrierjében. A Warnerrel közös duettjük, a Something Going On több amerikai countryzenére specializálódott rádiócsatorna játszási listájának első helyén szerepelt.
2011. október 3-án megjelent Franciaországban a Bonnie Tyler Best Of 3CD a francia Sony Music gondozásában. A kollekció producere az a Jean Lahcene, aki Bonnie egyik producere volt a Stick Music kiadónál, így a három lemezes gyűjteményre az örökzöld slágerek mellett jócskán került a kis francia kiadónál megjelent dalokból is. A lemezre felkerült egy vadonatúj dal, az Amour Éternel (Eternal Flame) amelyet Laura Zen énekesnővel részben angol, részben francia nyelven ad elő. A kiadvány szövegkönyvéből kiderül, hogy a dal a Stick Music stúdiójában és gondozásában jelent meg, így tudható volt, hogy továbbra sem váltott kiadót Bonnie. Továbbá a koncertjein előadott Under One Sky című dal is felkerült a válogatásra, újdonságként. A francia France3 televíziós csatorna Bonnie Tylerrel készített interjújában Bonnie bejelentette, hogy 2012 januárjában az amerikai Tennessee állambeli Nashville-be utazik, hogy kiválassza azt a 10–12 dalt, amely az új albumát alkotja majd. 2011. december 2-án a németországi, Merenberg központú ZYX Music kiadta a Bonnie Tyler Live in Germany 1993 című CD, DVD és CD+DVD kollekciót. Az énekesnő ezzel a kiadvánnyal bekerült a kiadó adatbázisába.
2012. február 25-én végre konkrét hírek láttak napvilágot. Desmond Child a saját Twitter oldalára töltött fel két képet, amelyen Bonnie Tylerrel látható a stúdióban. Az énekesnő saját honlapján is megerősítették a hírt, miszerint 13 új dal – köztük egy duett a többszörös Grammy-díjas Vince Gill-lel – kerül fel a korongra. A lemeznek azonban akkor még nem adtak címet, illetve azt sem lehetett tudni, melyik kiadóhoz kerül.
2012. augusztus 23-án az énekesnő Budapesten adott koncertet a Budavári Palotában. A koncert előtt több magyar újságnak, illetve az RTL Klubnak adott interjúiban elmondta, hogy új, Rocks and Honey címre keresztelt albuma csak 2013 év elején jelenik meg, és igazán csak két country-rock stílusú dalt tartalmaz majd.
2013. február elején a svájci székhelyű Grooves-Inc. a webáruház kínálatába tette a Rocks & Honey albumot, és már a kiadót is megjelölte, amely szerint a német ZYX Music jelenteti meg 2013. március 8-án. A ZYX Music csak egy héttel később tette fel a saját honlapjára az új albumot.
Az énekesnő a Renowned for Sound magazinnak adott interjújában elmondta, azért késett ennyit az új album, mert nem csak egy-két új dallal akart turnézni, hanem egy teljes albummal. Ezért Nashville-be utazott menedzserével, Matt Davisszel, hogy új dalokat keressenek. Több stúdióban és lemezkiadónál is jártak. Bonnie menedzsere egy héttel tovább maradt Tennessee-ben, és több demóval tért vissza Európába. A felvételeket megmutatta Bonnienak, akinek nagyon tetszettek a demók, és kiválasztották az új lemez dalait. Az énekesnő hozzátette, minden dalt nem tudtak feltenni erre a lemezre, így egy következő albumon kapnak majd helyet, amit szintén Nashville-ben készítenek majd el.
Egy teljesen új anyaggal akartam jelentkezni, amit Nashville-ben is akartam elkészíteni. Így hát a férjem, Robert Sullivan, a menedzserem, Matt Davis és én elmentünk és megráztuk azt a bizonyos almafát és elég sok alma leesett, hihetetlenül jó dalokat kaptam és mindegyiket szeretem. Nem akartam felvenni olyan dalokat, amik nem tetszettek nekem, így csak a legjobbak kerültek fel a lemezre
.

### Az elkészült album
A Rocks and Honey Bonnie Tyler 16. nagylemeze. A felvételek 2012 februárjában készültek az amerikai Nashville-ben. A lemez nagy részét a híres Blackbird Studióban vették fel, ahol olyan híres country előadók is megfordultak, mint Dolly Parton, Shania Twain, Taylor Swift, Reba McEntire és Vince Gill. De könnyűzenei világsztárok is készítették már itt albumaikat (Avicii, Bon Jovi, Cliff Richard, Demi Lovato, Johnny Cash, Lionel Richie, Richard Marx, Rita Ora)
A dalok szerzői és producerei között volt Desmond Child is, akivel 1986-ban és 1988-ban dolgozott együtt. Egyik legnagyobb közös slágerük az If You Were a Woman című dal, amelyet hét Billboard Video Music Awards díjra jelöltek, többek között a legjobb dal és a legjobb látványeffektusok kategóriában. A producer saját Twitter-oldalán tett közzé egy Tylerrel közös képet a stúdióban. Az album fő producere David Huff amerikai zeneszerző, dobos, zenei producer volt. Testvére, Dann Huff szintén zenész, és olyan előadókkal dolgozott együtt, mint Shania Twain, Céline Dion vagy Michael Bolton. Az utómunkálatokat májusban végezték egy Los Angeles-i stúdióban, ahol Tyler is jelen volt.
Az albumra kezdetben 13 dal került volna fel, a ZYX Music a megjelenés előtt alig több mint egy héttel azonban egy dallal bővítette a kiadványt. A Believe in Me című dal rádiós verziója került fel tizennegyedikként a lemezre, amelynek játékideje így már meghaladta az ötvenegy percet. Ezalatt a dalok sorrendjét is átalakították az első változathoz képest. A megjelenés előtt egy hónappal a francia Amazon.fr weboldal és a ZYX Music egy ideiglenes borítóképet adott közre.
A kiadványra felkerült egy duett is Vince Gill közreműködésével. Az énekesnő 2012-es budapesti látogatásakor adott interjújában így nyilatkozott az új lemezről: „Csak két valódi country-szám lesz a lemezen, az egyik egy duett, és What You Need From Me a címe, a 27-szeres Grammy-díjas Vince Gill-lel éneklem együtt, akinek csodaszép hangja van”.
A lemezen több híres amerikai zeneszerző, countryzenész és énekes is dolgozott. Az albumon Chad Cromwell dobolt, aki többek között Neil Young és Marc Knopfler legsikeresebb albumain is közreműködött. A Sunshine című dalt Stefanie Ridel amerikai színésznő, szövegíró és énekes, a Wild Orchid együttes egyik tagja írta. A Stubborn című dalt Desmond Child mellett a svéd származású zeneszerző, szövegíró Peter Mansson írta, aki többek között a Blue együttesnek és Victoria Beckhamnek is írt dalt, továbbá több svéd pop- és rockegyüttessel is dolgozott együtt. A másik Desmond Child-dalnál (Believe in Me) Chris Braide volt a társszerző. Az amerikai énekes, szövegíró és producer többek között Christina Aguilera, David Guetta, Boyzone, Robbie Williams és Kylie Minogue albumaira írt dalokat.
A háttérénekesek között is akadnak nagy nevek. Bekka Bramlett amerikai énekesnő, aki több együttesben is oszlopos tag volt, 1993 és 1995 között a Flatwood Mac együttesben is énekelt, de Vince Gillel is dolgozott, továbbá több Belinda Carlisle-albumon is vokálozott. Bonnie Tyler albumán négy dalban énekel. A You Try című dalban a Tennessee Gospel kórus mellett Wendy Moten is énekel, aki Michael Bolton koncertjein is énekelt, de több toplistás önálló dala is megjelent már. A Crying és a Little Superstar dalokban maga a szerző, James House is énekel. A kaliforniai származású countryművész önálló albumokat is adott már ki, mérsékeltebb sikerrel.
Nagyon boldog vagyok, hogy countrydalokkal is foglalkozhattam, hogy ebben a műfajban is rögzíthettünk néhány felvételt. Imádom ezt a lemezt, és a munkálatok minden perce hatalmas élményt jelentett.
A lemezen három feldolgozás hallható. Az egyik az All I Ever Wanted, amelyet korábban Beau Davidson amerikai énekes, dalszerző, modell énekelt először 2010 áprilisában.
A másik dal, a Flat on the Floor, amely Carrie Underwood amerikai countryénekes 2007-es nagy sikerű Carnival Ride című albumán jelent meg először.
A harmadik dal, a Little Superstar Beth Hart amerikai énekesnő előadásában vált ismertté. A színésznőként is jeleskedő Beth egyelőre egyik lemezén sem rögzítette a dalt, csupán a koncertjein énekli.
Bonnie Tyler személyes kedvence az All I Ever Wanted című dal, és bízik benne, hogy kislemez formában is megjelenik majd. A Female Firstnek adott interjúban azt nyilatkozta, hogy nagyon sokan szeretnék, ha a Sunshine lenne a következő kislemeze, így valószínű, hogy az lesz a második single.
A szintén a lemezen szereplő Mom című dalról Bonnie egy történetet is elmesélt. 2012-ben az egyik fellépése előtt a sminkszobában készülődött, és közben az új albumára szánt demófelvételeket hallgatta. Ez a dal annyira meghatotta, hogy sírni kezdett, és nem bírta végighallgatni. Miután újra kisminkelte magát és vége lett a koncertnek, rögtön végighallgatta az összes demót. Később a stúdióban, a dal feléneklésekor is négy-öt alkalommal elsírta magát, de csak azt mondogatta magában, hogy meg kell csinálnia, mindenképpen fel kell énekelnie ezt a dalt.
A ZYX Music büszke arra, hogy Bonnie Tylerrel dolgozhatnak. A március 11-én kiadott hírlevélben Gregor Minning a kiadó A&R vezetője a következőket mondta: „Büszkék vagyunk, hogy együtt dolgozhatunk egy ilyen nemzetközi sztárral, mint Bonnie Tyler. Pozitív meglepetés számunka, hogy a BBC Bonnie Tyler egyik dalát indítja az idei Eurovíziós Dalfesztiválra. A Believe in Me természetesen hallható a Rocks and Honey albumon”.

### A cím története
Az album közel egy évig cím nélkül készült. A névadással kapcsolatban Bonnie két történetet is mesélt. Egyfelől, a kész albumot 2012 nyarán megmutatta egy barátnőjének, és megkérte, hallgassa végig és mondja el róla a véleményét. Az illetőnek nagyon tetszett a lemez, és felfedezni vélte benne egyszerre a countryzenére jellemző mézes lágyságot és a rockzenei elemeknek köszönhető vadságot. Így lett a cím Rocks and Honey. A másik verzió hasonló. Ezt Bonnie Tyler Budapesten, a Quart magazinnak adott interjújában mondta el. A cím a What You Need from Me című dalhoz kapcsolódik, amelyet Vince Gill-lel énekel. Tyler így nyilatkozott a címről: „… a dalt 27-szeres Grammy-díjas Vince Gill-lel éneklem együtt, akinek csodaszép hangja van. Nem gondoltam volna, hogy bele fog menni ebbe, de egyből elfogadta a felkérést. Ezért is választottuk ezt a címet az albumnak [magyarul Sziklák és méz], mert az ő hangja lágy és édes, az enyém pedig ugyebár érdes.”
Ez egy nagyon vegyes album. Igazi pop-rock dalokkal és egy csipetnyi countryval. De van két dal, ami ízig-vérig country stílusú. Van egy duett is, a 27-szeres Grammy díjas Vince Gill-lel, akinek a hangjába hét évvel ezelőtt szerettem bele. Megkérdeztük őt, hogy vállalná-e, és igent mondott és ez nagyszerű, mert csodálatos hangja van. Ezért lett Rocks and Honey a lemez címe, én vagyok a szikla, ő pedig a méz.

### A borító
A lemez borítója nem túl bonyolult, letisztult képi világ jellemzi. Az első borítón lévő fekete-fehér kép 2011-ben készült Bonnie Tylerről Moszkvában, ahol az énekesnő a RetroFM-koncert sztárvendége volt. A fotót Szergej Arzumanyan készítette. A kép hátterében, bár a borítón nem vehető ki tisztán, de a párizsi Olympia Hall nézőtere látható. A hátsó borítón egy koncertkép van, ami a Rock Meets Classic turné egyik állomásán készült az énekesnőről. A képet Bonnie unokaöccse, Andrew Hopkins készítette csakúgy, mint a belső oldalakon látható fekete-fehér koncertképet, amely később a Believe in Me kislemez borítója lett. A szövegkönyv belső oldalain még két színes pillanatkép is látható, amelyet Katie Scott készített az énekesnőről 2012 decemberében Londonban, az O2 Arénában, ahol Bonnie a Status Quo karácsonyi koncertjének vendégfellépője volt.

## Promóció
A ZYX Music egész Németországra kiterjedő reklámkampánnyal hirdette az új albumot a sajtóban. A Das Neue Blatt, a Neue Post, a Das Neaue, a Freizeit Woche és a Schöne Woche magazinokban hirdette az új albumot. Ezek a kiadványok 8 millió olvasóhoz jutnak el. Televíziós médiakampányt alkalmaztak országszerte, valamint az üzletekben is találhatók voltak reklámanyagok.
Bonnie Tyler az első dalt még 2012-ben mutatta be a BBC Radio Wales hullámhosszán. Már akkor beszélt az új albumról, illetve a Vince Gill-lel közös What You Need from Me című dalukról, amelyet a rádió teljes egészében le is játszott.
2012. december 31-én, éjfél előtt fél órával Berlinben a ZDF szilveszteri partiján, a Wilkommen 2013 című szabadtéri évzáró koncerten adta elő élőben az All I ever Wanted című dalát, a Brandenburgi kapu előtt felállított színpadon. Az eseményen a Holding Out for a Hero és a Total Eclipse of the Heart dala után zárásképpen adta elő az új dalt. Az énekesnő elmondta, hogy hivatalosan februárban jelenik meg.
2013. február 16-án szintén Berlinben, a Willkommen bei Carmen Nebel show-ban is elénekelte az All I Ever Wanted című dalt. A műsor házigazdája, Carmen Nebel egy hatalmas plüssmackóval (Berliner Bär) lepte meg az énekesnőt. Február 18-tól a Rock Meets Classic turnén vett részt, és fellépett Hollandiában, Németországban és Svájcban, összesen húsz helyszínen. A lemez hivatalos tv-reklámját 2013. március 14-én mutatta be először a ZYX Music.
2013. március 7-én Bonnie Tyler a németországi Heidelberg város egyik műszaki és szórakoztatóelektronikai áruházában tartott dedikálást. Az album hivatalos megjelenése előtt egy nappal sokan álltak sorba az új lemezért és egy közös fotóért.
A Rocks and Honey-t a ZYX Music Németországban, Ausztriában, Svájcban, Franciaországban, a Benelux államokban és Lengyelországban jelentette meg első körben. Az Eurovíziós bejelentést követően a brit és az amerikai Amazon is kínálatába tette. Az Egyesült Királyságban és az USA-ban a Celtic Swan és a Warner Bros. adta ki 2013 májusában, az Eurovíziós Dalfesztivál idején.
Az új album megjelenésekor az énekesnő hivatalos weboldala is új arculatot kapott, hivatalosan is felkerült a Facebookra és saját, hivatalos Twitter-oldala is lett.
Az Eurovíziós Dalfesztivál után Bonnie Tyler Franciaországba utazott, hogy népszerűsítse új lemezét. Az énekesnő több napon keresztül több tv- és rádióinterjút adott. Május 28-án a France Bleu rádió esti műsorában énekelte el élőben a Believe in Me és az All I Ever Wanted című dalát, valamint interjút adott. Az azt követő napokban pedig több párizsi rádióállomásnak, televíziónak és újságnak adott interjút.
| Dátum           | Média              | Esemény                              | Dátum            | Média              | Esemény               |
| --------------- | ------------------ | ------------------------------------ | ---------------- | ------------------ | --------------------- |
| 2013. május 28. | France Bleu Radio  | interjú + mini koncert               | 2013. június 3.  | France Bleu Radio  | interjú               |
| 2013. május 29. | France Info Radio  | interjú                              | 2013. június 3.  | France 24 TV       | interjú               |
| 2013. május 29. | France Bleu Radio  | interjú                              | 2013. június 4.  | M6 TV              | interjú               |
| 2013. május 30. | Telesud TV         | interjú                              | 2013. június 4.  | Le Parisien        | sajtó interjú         |
| 2013. május 30. | France 5 TV        | interjú élőben                       | 2013. június 7.  | France Inter Radio | interjú               |
| 2013. május 31. | France Inter Radio | Lemezbemutató interjú                | 2013. június 10. | Zicazic Website    | interjú + fotósorozat |
| 2013. május 31. | Canalsat TV        | interjú (Non Stop People TV Magazin) | 2013. június 17. | Télé7 TV magazin   | interjú               |
| 2013. május 31. | France Bleu Radio  | interjú                              | 2013. június 24. | Watt's Inn TV      | interjú               |
| 2013. június 2. | BFMTV              | interjú                              | 2013. július     | France Inter Radio | interjú               |

### Rock Meets Classic turné 2013
Bonnie Tyler 2013. február 18-tól március 17-ig a Rock Meets Classic 2013 elnevezésű rockzenei turné egyik fontos fellépője volt. A koncertsorozatot évről évre megrendezik, amelyen a rockzene legnagyobbjai állnak össze egy turné erejéig. Ebben az évben Paul Rodgers a Free, a Bad Company és a Queen együttes tagja, Eric Bazilian a The Hooters-ből, Steve Augery a Journey volt tagja, Chris Thompson a Mannfred Mann's Earth Band frontembere mellett Bonnie Tyler is tagja volt a fellépőknek. A turnén egy rockegyüttes, a Mat Sinner Band és a cseh Bohemian Sypmhonic Orchestra Prague játszott, így minden dal szimfonikus rock stílusban volt hallható.
A rendezvénysorozatot a német RTL televízió és az Antenne Bayern médiaszolgáltató kiemelten támogatta.
Bonnie-nak egy váratlan betegség miatt a február 23-i esseni fellépését le kellett mondania.
Bonnie Tyler az alábbi dalokat énekelte a turnén: Total Eclipse of the Heart, It’s a Heartache, Believe in Me (új dal), The Best, Holding Out for a Hero. A koncert fellépői, beleértve Bonnie Tylert és a zenekarokat is, Sould Out Awards díjat kaptak a BigBOX Allgäu rendezvényközpontban tartott koncertjük előtt. A díjat 2009 óta olyan művészeknek ítélik, akik telt házas koncertet tudnak adni.

### Bonnie Tyler az Eurovíziós Dalfesztiválon
A BBC 2013. március 7-én jelentette be, hogy az Egyesült Királyságot az 58. Eurovíziós Dalfesztiválon Bonnie Tyler képviseli Believe in Me című új dalával. Katie Taylor, a BBC szórakoztatásért felelős koordinátora szerint Bonnie Tyler egy globális szupersztár fantasztikus hanggal, és a BBC örül, hogy Bonnie viheti a brit zászlót Malmőbe, ahol valószínűleg 120 millió ember előtt énekel.
- Believe in Me (Eurovíziós változat)Hangminta Bonnie Tyler, Believe in Me című versenydalból, amellyel a 2013-as Eurovíziós Dalfesztiválon az Egyesült Királyságot képviseli Malmőben.[48]

Nem tudod lejátszani a fájlt?
Bonnie Tylerrel a BBC készített telefoninterjút, amikor az énekesnő éppen egy németországi benzinkútnál volt, és elmondta, fantasztikus lehetőséget kapott azzal, hogy a BBC az ő dalát választotta, továbbá így nyilatkozott: „Nem mondom, hogy nyerni fogok, de a legjobbat hozom ki magamból a hazám számára”.

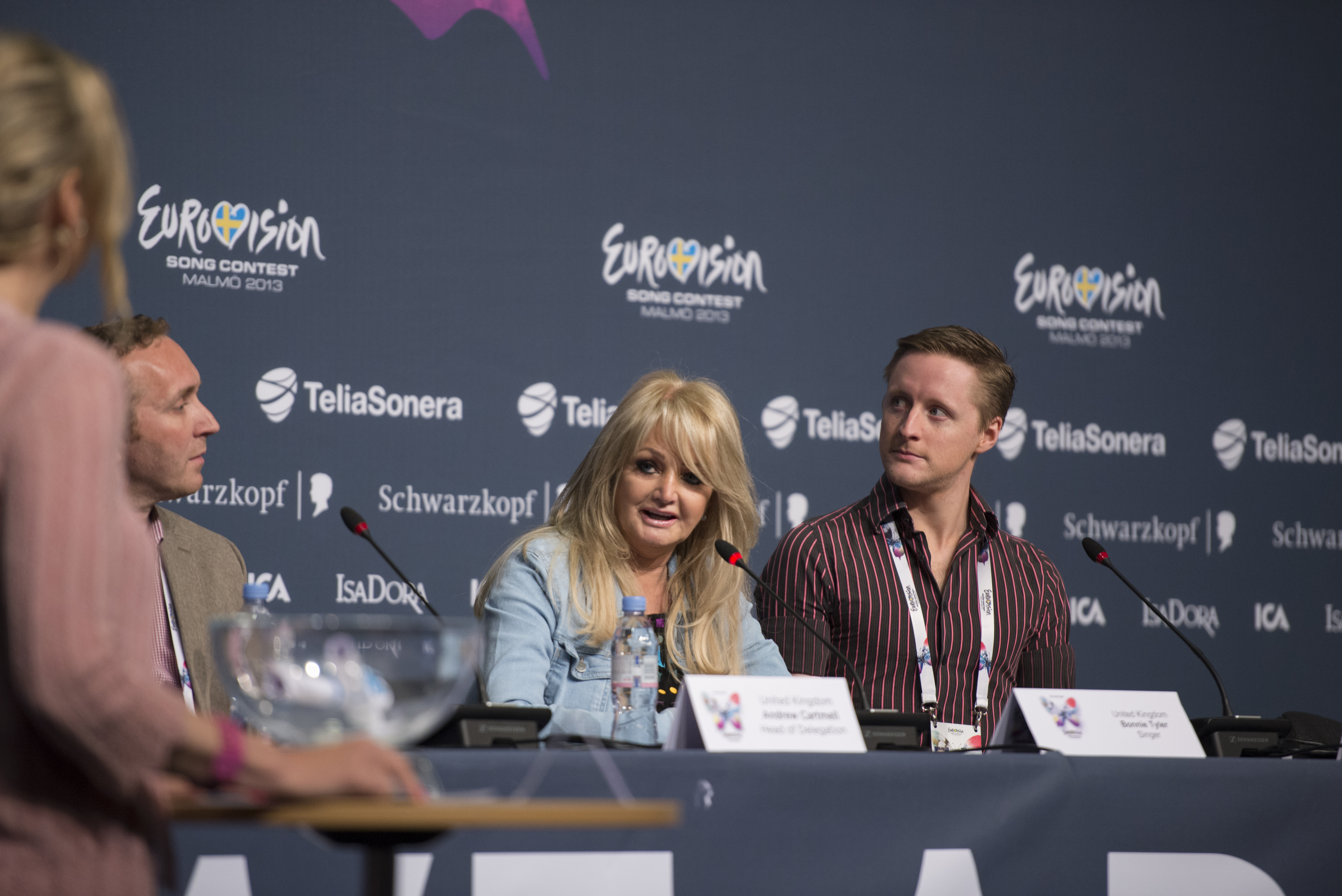
Bonnie Tyler 2013. május 15-én Malmőben, az Eurovíziós Dalfesztivál sajtótájékoztatóján

2013. március 19-én Bonnie Tyler a BBC televízió The One Show című műsorában vendégszerepelt, és az Eurovíziós szerepléséről beszélt. Elmondta, hogy a Believe in Me című dalához a videóklipet East Sussexben készítették, és a forgatás ideje alatt nagyon fázott a barátságtalan időjárás miatt. Továbbá azt is elárulta, hogy a BBC már karácsony előtt megkereste őt az Eurovízió kapcsán, de titokban kellett tartania még a családtagjai előtt is, nehogy valamelyik testvére vagy unokatestvére nyilvánosságra hozza a Facebookon.
Az énekesnő azonban sajnálatos dolognak tartotta, hogy családja nem kapott jegyet a dalfesztivál döntőjére, bármennyire is próbálkoztak, nekik már nem maradt jegy. Bonnie a Daily Starnak nyilatkozva hozzátette, majd akkor otthon ünnepelnek, kis szerencsével.
Május 15-én az énekesnő Malmőben adott sajtótájékoztatót, az Eurovíziós Dalfesztivál hetén, amelyen beszélt új albumáról és annak előkészületeiről, házasságáról, karrierjéről, de mindemellett édesanyjáról is megemlékezett könnyezve, és elmondta, mennyire sajnálja, hogy nem lehet ott a döntőn, de a mennyországból figyel majd rá. A május 17-i sajtótájékoztatón a riporterek megkérték az énekesnőt, hogy énekeljen egy részletet a Total Eclipse of the Heart című slágeréből. Bonnie a sajtó munkatársait kérte meg, hogy énekeljék a híressé vált, „Turn Around, bright Eyes” szakaszt, miközben ő énekli a dal első versszakát. Bonnie Tyler a versenydalát Malmőben az Eurovíziós negyedben felállított színpadon is előadta a közönségnek, három nappal a döntő előtt, amely nagy ovációt váltott ki.
A dalfesztivál május 18-i döntőjén Bonnie Tyler tizenötödikként lépett színpadra a román versenyző, Cezar után. Az énekesnő a 19. helyen végzett, megelőzve a német Cascadát.
Június 10. és 16. között lehetett szavazni az ESC Radio Awards közönségdíjára, amelyet minden évben négy kategóriában osztanak ki. Bonnie Tyler a „Legjobb Énekesnő” és a „Legjobb Dal” kategóriában jelölték, és mindkét díjat meg is nyerte.
Ezen kívül az ESC Portual Awards „Karrier-díját” is bezsebelte.

### Rocks and Honey Tour
Bonnie Tyler hosszú évek után újra koncertsorozatot ad. Az énekesnő 2006-tól hét éven át ugyanazzal a szettel járta a világot, 2013 augusztusától azonban már az új albumról is énekel dalokat. A turné első része a Dél-afrikai Köztársaságban vette kezdetét, ahol több rádiónak is interjút adott.. Bonnie 20 év elteltével látogatott el újra a fekete kontinens legdélibb országába, ahol öt koncertet ad három nagyvárosban. Az énekesnő két Johannesburgi koncertjére már hetekkel korábban elkelt az összes jegy.
| Dátum               | Város        | Helyszín                        | Ország                  |
| ------------------- | ------------ | ------------------------------- | ----------------------- |
| 2013. augusztus 29. | Johannesburg | Emperor's Palace Hotel & Casino | Dél-afrikai Köztársaság |
| 2013. augusztus 30. | Johannesburg | Emperor's Palace Hotel & Casino | Dél-afrikai Köztársaság |
| 2013. szeptember 1. | Bloemfontein | Callie Human Centre             | Dél-afrikai Köztársaság |
| 2013. szeptember 6. | Fokváros     | C T I C C, Auditorium 1         | Dél-afrikai Köztársaság |
| 2013. szeptember 7. | Fokváros     | C T I C C, Auditorium 1         | Dél-afrikai Köztársaság |
| 2014. január 31.    | Moszkva      | Crocus City Hall                | Oroszország             |

## Kislemez
Az albumról elsőként kimásolt dal a Believe in Me, amely maxi-CD formátumban 2013. március 15-én jelent meg. A dalt Desmond Child szerezte. Az énekesnő nashville-i látogatása során találkozott David Huff producerrel, aki elmesélte neki, hogy elvesztette Desmond telefonszámát. Bonnie azt mondta, neki megvan a floridai száma, ahol lakik. De David elárulta, hogy Desmond Child már jó ideje Nashville-ben lakik, és fel is hívta őt, hogy elmesélje neki, hogy Bonnie Tyler itt van a városban, aminek Child nagyon megörült, és meghívta vacsorára a saját házába. Az este folyamán Bonnie megkérdezte tőle, hogy lenne-e néhány dal a számára. Desmond másnapra már a Blackbird Stúdióba küldött dalokat, és Bonnie-nak nagyon megtetszett a Believe in Me, de Desmond felhívta az énekesnő figyelmét, hogy még nincs befejezve, hiányzik a második szakasza. Amikor Child egy újabb vacsorára hívta meg Bonnie-t, már sikerült befejezniük a dalt.
A kislemezre ugyanaz a két változat került fel, ami a nagylemezen is hallható, vagyis az albumverzió és a rádióváltozat (Eurovízió verzió). A kislemez harmadik dala a Stubborn, amely szintén Desmond Child szerzeménye.
Ezzel a dallal képviselte Bonnie Tyler az Egyesült Királyságot a 2013-as Eurovíziós Dalfesztiválon, Malmőben. A dalhoz videóklip is készült, amit a BBC mutatott be először március 7-én. A három dalt tartalmazó kislemez mellett az iTunes Store és az Amazon oldalairól is letölthető az egydalos változat, MP3 formátumban. A spanyol iTunes Store listáján március 11-én a 81. helyen szerepelt a TOP100 listán. A kiadvány borítóján látható képet Bonnie Tyler unokaöccse, Andrew Hopkins készítette a Rock Meets Classic turné egyik állomásán.
A svájci Grooves-Inc. online webáruház és a német Amazon webáruház szinte egy időben tette a kínálatba Bonnie Tyler következő kislemezét, amely a This is Gonna Hurt című dalból készült. A megjelenés időpontja augusztus 16. Németországban CD single formátumban, az Egyesült Királyságban digitális formátumban jelent meg a dal. A dal mérsékelt sikert aratott, a brit toplista 103. helyéig jutott.
Az album harmadik kislemezdala a Love is the Knife, amelyet a svéd Labrador Music csak digitális formátumban jelentetett meg kizárólag a skandináv országokban. Bonnie Tyler managere Matt Davis elmondta, hogy megvárják milyen lesz a dal fogadtatása és ha sikere lesz, akkor CD formátumban is kiadják Európában.

## Fogadtatása
A Rocks and Honey vegyes fogadtatást kapott a kritikusoktól. Az egyik legjobb értékelést a Dirk Neuhaus, a német Country Rock Magazin szerkesztője készítette. Az értékelésében kiemelte, hogy David Huff és Matt Davis remek albumot hozott létre, a What You Need from Me című dal pedig egy gyöngyszeme a lemeznek. Norbert Schiebel a G+J Enterainment Media kritikusa a Sunshine és a What You Need from Me című dalt emelte ki. Előbbit kellemesen fülbemászónak, utóbbit pedig szenzációsnak titulálta valamint a teljes albumot kiválónak minősítette.
Jeremy Williams a The Yorkshire Times szerkesztője, az értékelésnél öt csillagot adott az albumnak. Ő azt kérdezi, hogy lehet e még Bonnie Tylernek olyan hangja, amivel lázba tudja hozni a hallgatót? A válasz, igen és ez nem más, mint egy csodálatos visszatérés. Az is kérdés, hogy vajon miért nem a Little Supertart választották az Eurovíziós dalnak a Believe in Me helyett. Andy Shnippel (Music-News) szerint viszont a Mom című dal alkalmasabb lett volna Bonnie Tylernek a dalversenyre, de ennek ellenére a Rocks and Honey egy csodálatos album.

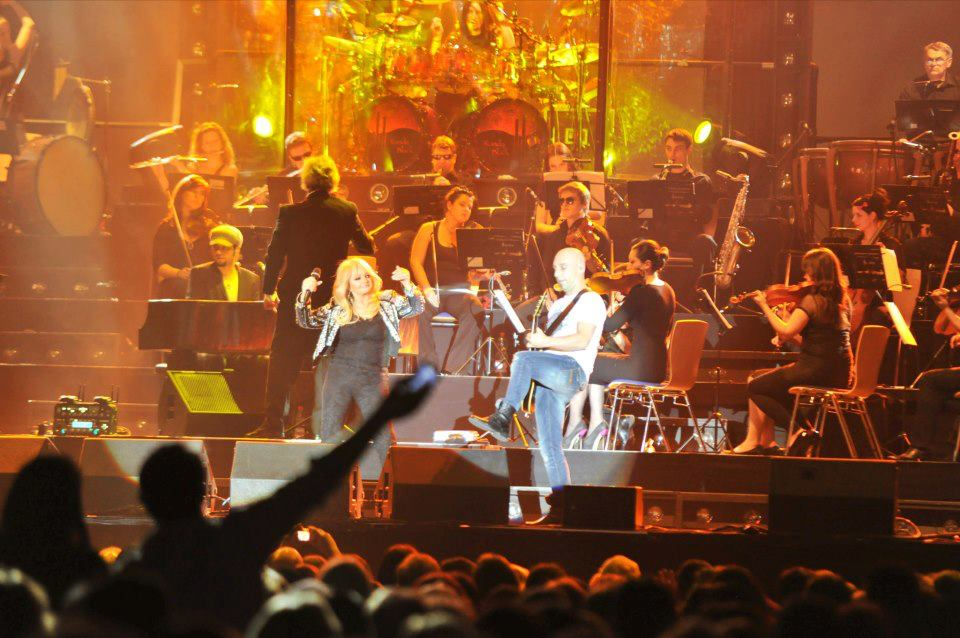
Bonnie Tyler 2013. március 2-án Ingolstadtban

A brit So So Gay internetes magazin szintén 5 csillaggal jutalmazta Bonnie Tyler új albumát. A kritikus szerint, azok, akik epikus Jim Steinman-dalokra számítanak, mindenképpen csalódni fognak, hiszen helyette egy átfogó, művészi country-rock stílusú albumot kapnak. Külön kiemelik a Sunshine, a Believe in Me és a Love is the Knife című dalt. Utóbbiról így fogalmaztak: ez a dal Bonnie előadásában olyan intenzitással és hatalommal bír, hogy csak egy bevált és világi énekes adhatja elő így. Ez ismét az a fajta dal, amelyben kifejezetten jól érvényesül Bonnie Tyler védjegye. A So So Gay szerint a Rocks and Honey egyetlen potenciálisan gyenge láncszeme az album vége felé hallható Mom című dal. Ez talán azért van, mert pont a rockosabb Lord Help Me és a vidám ál-gospel countrydal, a You Try közé került, amely hitről, erőről szól, és hogy kövessük az álmainkat.
Összességében a Rocks and Honey teljesen szembeszállt az elvárásainkkal. Sok dal vagy nevetségesen fülbemászó, vagy csodálatosan jó hallgatni. A szilárd vokális bátorságot az erős dalszerzők és a kiváló zenei rendezés támogatja. Ahogy fogalmaznak, „Megéri hallgatni!” 
Az Eurovíziós dalokkal és előadókkal foglalkozó blogportál, a Wiwibloggs három csillagot adott az ötből a Rocks and Honey albumra. Az értékelő Deban Adereni szerint ez egy jó album amelyhez minden hallgatáskor közelebb kerül az ember, azonban Bonnie lehetett volna egy kicsit bátrabb a készítéskor. Az album kiszámítható, mert Bonnie már kiaknázott ötletekből építkezett és ha vissza akarja nyerni relevanciáját és új rajongókat akar szerezni, modern gyártási módszereket kell alkalmaznia, különösen a hangzás és a zenei alapok terén. De dicséretben részesítik a Sunshine, a Crying és a Little Superstar című dalokat, míg a Believe in Me az album kiemelkedő dala.
Az album meglehetősen vegyes értékelést kapott Adam Carrolltól. Elmondása szerint jó kezdés a This is Gonna Hurt című dal és az azt követő Sunshine, ami kedvenc dala is egyben. Azonban szerinte a lemez leggyengébb láncszeme a What You Need from Me, amelyben Tyler hangja túl durva és egyáltalán nem passzol Vince Gill hangjához. Ennek ellenére az album szilárd alapokon áll amellyel Bonnie Tyler bebizonyította, hogy még mindig a legnagyobb énekesek közé tartozik.
Bonnie Tyler új albuma negatív értékelést kapott Ian Gittingstől (Virgin Media) aki csak három csillagot adott a lemeznek. Kritikájában leírja, hogy az album semmi újat nem tudott nyújtani, amit Bonnie Tyler már be ne mutatott volna 1978-tól napjainkig. Ennél negatívabb kritikát csak Thomas Ingham fogalmazott meg aki csupán 2,5 csillaggal jutalmazta az albumot. Szerinte az album formája egyszerű, halk-hangos, halk-hangos és ezek keverékéből giccses balladák és country pop-rock dalok váltják egymást, mint például a Flat on the Floor, ami már szinte közhelyes és idegesítően fülbemászó. A értékelés végén a Grittings nem sok jót jósol Bonnie Tylernek az Eurovíziós Dalfesztiválon.

## Az album dalai
| 1                                                           | This is Gonna Hurt                           | Kurt Allison, Kelly Archer, David Fanning           | 3:07 |
| 2                                                           | Sunshine                                     | Stefanie Ridel, Michael "Smidi" Smith, Jen Alden    | 2:53 |
| 3                                                           | Believe in Me                                | Desmond Child Lauren Christy, Christopher Braide    | 3:57 |
| 4                                                           | What You Need From Me (Featuring Vince Gill) | Jon Randall, Jessi Alexander                        | 4:03 |
| 5                                                           | Crying                                       | James House, Kyle Jacobs, Drew Copeland             | 3:24 |
| 6                                                           | Little Superstar                             | James House, Beth Hart                              | 3:08 |
| 7                                                           | Flat on the Floor                            | Ashley Monroe, Brett James                          | 3:20 |
| 8                                                           | All I Ever Wanted                            | Frank J. Myers, Gary Baker, Zoran Konevic           | 3:47 |
| 9                                                           | Stubborn                                     | Desmond Child Keeley Hawkes, Peter Mansson          | 3:46 |
| 10                                                          | Love is the Knife                            | J.D. Leonard, Jim Sells                             | 4:40 |
| 11                                                          | Lord Help Me                                 | Ashley Monroe, Katrina Elam, Carrie Underwood       | 3:33 |
| 12                                                          | Mom                                          | Wynn Varble, Don Sampson                            | 3:54 |
| 13                                                          | You Try                                      | Anthony Little, Greg Friia, Mary Danna, Andrew Lane | 4:19 |
| 14                                                          | Believe in Me (Radio Edit)                   | Desmond Child Lauren Christy, Christopher Braide    | 3:01 |
| Bónuszdal a Labrador Music CD kiadásán (Csak Finnországban) |                                              |                                                     |      |
| 15                                                          | Total Eclipse of the Heart (Version 2013)    | Jim Steinman                                        | 5:33 |
| Digitális Bónuszdal (UK iTunes Store)                       |                                              |                                                     |      |
| 15                                                          | Total Eclipse of the Heart (Version 2013)    | Jim Steinman                                        | 5:33 |

## Toplistás helyezések
| Toplista                               | Csúcspozíció                                                    |
| -------------------------------------- | --------------------------------------------------------------- |
| Denmark Hitlisten TOP20 Album          | 2                                                               |
| UK Indie Album Chart                   | 13 Archiválva 2009. október 16-i dátummal a Wayback Machine-ben |
| Denmark TOP100 Album Chart             | 28                                                              |
| UK Top100 Album Chart                  | 52                                                              |
| Schweizer Hitparade TOP100 Album Chart | 59                                                              |
| German TOP100 Album Chart              | 59                                                              |

### iTunes Store Toplista
- 1 Az album legmagasabb helyezései az iTunes Store toplistán a megjelenés másnapján, azaz 2013. március 9-én:
- 2 Legjobb pozíció 2014. január 15-én.

| Toplista                              | Csúcspozíció |
| ------------------------------------- | ------------ |
| iTunes Store Svájc1                   | 27           |
| iTunes Store Egyesült Királyság1      | 33           |
| iTunes Store Ausztria1                | 49           |
| Top100 Album Downloads - Oroszország2 | 65           |

## Díjak
2006-tól minden évben megszavazza a közönség az ESC Radio Awards győzteseit. 2013-ban Bonnie Tyler két kategóriában volt jelölve: a Legjobb dal és a Legjobb női előadó kategóriában. A Legjobb dal díját 12,6%-kal nyerte meg Bonnie, a második helyen a norvég Margaret Berger állt 7,5%-kal, a harmadik helyen pedig az olasz Marco Mengoni 7,1%-kal.
A Legjobb női előadó díját 16,9%-kal nyerte meg, megelőzve Zlata Ognevichet (13,8%) és a holland Anoukot (11,3%).
A dalverseny győztese, Emmelie de Forest a legjobb női előadók listáján a 6. helyen végzett (6,5%), míg versenydala a 7. helyen végzett (5,7%).
Ezzel az ESC Radio Awards hétéves történetében először nyert közönségdíjat brit énekes, ráadásul egyszerre kettőt is. A két gravírozott üvegtömböt Bonnie június 29-én vette át potsdami koncertje előtt.
Bonnie később az ESC Portugal Awards Karrier díját s megnyerte, melyet részben szakmai zsűri, részben a közönség ítélt oda az énekesnőnek. A kategória négy jelöltje Anouk (Hollandia), Bonnie Tyler (UK), Cascada (Németország) és Esma Redžepova (Macedónia) volt.
A négy énekesnő közül a 12 főből álló szakmai zsűri 0 és 10 közötti pontszámai összesítése alapján került ki a nyertes. Bonnie Tyler a zsűritől összesen 39 pontot kapott, a közönségszavazatok alapján 42 pontot, s így összesen 81 ponttal ő nyerte meg az arany mikrofont formázó trófeát. A második helyezett 69 ponttal Anouk, a harmadik 32 ponttal Cascada volt, és végül Esma 18 pontot kapott.
| Év   | Ország      | Díj                    | Kategória (mű címe)             | Eredmény |
| ---- | ----------- | ---------------------- | ------------------------------- | -------- |
| 2013 | Németország | ESC Radio Awards       | Legjobb dal (Believe in Me)     | megnyert |
| 2013 | Németország | ESC Radio Awards       | Legjobb női előadó              | megnyert |
| 2013 | Portugália  | ESC Portugal Awards    | Karrier díj                     | megnyert |
| 2013 | Svájc       | Eurosong Awards        | Legjobb Énekesnő                | jelölt   |
| 2013 | Svájc       | Eurosong Awards        | Legjobb Album (Rocks and Honey) | jelölt   |
| 2013 | USA         | Eurovision Time Awards | Legjobb Megjelenésű Énekesnő    | jelölt   |
| 2014 | Portugália  | EurovisionOnTop Awards | Legjobb Énekesnő                | jelölt   |
| 2014 | Portugália  | EurovisionOnTop Awards | Legjobb Album (Rocks and Honey) | jelölt   |
| 2014 | Portugália  | EurovisionOnTop Awards | Legjobb Koncert                 | jelölt   |

## Megjelenések
| Ország                    | Dátum              | Formátum               | Kiadó                          | EAN-kód       | Változat |
| ------------------------- | ------------------ | ---------------------- | ------------------------------ | ------------- | -------- |
| Németország               | 2013. március 8.   | CD, digitális letöltés | ZYX Music                      | 090204 627998 | standard |
| Svájc                     | 2013. március 8.   | CD, digitális letöltés | ZYX Music                      | 090204 627998 | standard |
| Franciaország             | 2013. március 8.   | CD, digitális letöltés | ZYX Music                      | 090204 627998 | standard |
| Ausztria                  | 2013. március 8.   | CD                     | ZYX Music                      | 090204 627998 | standard |
| Benelux államok           | 2013. március 8.   | CD                     | ZYX Music                      | 090204 627998 | standard |
| Lengyelország             | 2013. március 8.   | CD                     | ZYX Music                      | 090204 627998 | standard |
| Svédország                | 2013. április 29.  | CD                     | Labrador Music                 | 5700907259536 | standard |
| Finnország                | 2013. május 3.     | CD                     | AXR Music Oy                   | 6430038291677 | standard |
| Egyesült Királyság        | 2013. május 6.     | CD, digitális letöltés | Celtic Swan Records            | 0825646456734 | standard |
| Írország                  | 2013. május 6.     | CD, digitális letöltés | Celtic Swan Records            | 0825646456734 | standard |
| Amerikai Egyesült Államok | 2013. május 14.    | CD, digitális letöltés | Warner Bros. Records           | 0825646456734 | standard |
| Kanada                    | 2013. május 14.    | CD, digitális letöltés | Warner Bros. Records           | 0825646456734 | standard |
| Oroszország               | 2013. november 12. | CD, digitális letöltés | Studio Monolith / Warner Music | 4670010913322 | -        |

## Közreműködők
Zenészek
| - Ének: Bonnie Tyler - Vendégelőadó: Vince Gill - Dobok, ütőhangszerek: Chad Cromwell - Basszus: Jimmy Lee Sloas - Akusztikus gitár, mandolin, dobró, bendzsó: Ilya Toshinsky - Elektromos gitár: Jerry McPherson, Tom Bukavak, Kenny Greenburg - Zongora, szintetizátor: Mike Rojas - Vonósok: Larry Hall - Háttérvokál: - Bekka Bramlett (1, 7, 10, 11) - Jodi Marr (1, 2, 3, 9, 14) - James House (5, 6,) - Russell Terrell (8, 12) - Bob Bailey (13) - Vicki Hampton (13) - Wendy Moten (13) - Derek Lee (13) - Kórus: Tennessee Gospel Choir (13.) Producerek, mérnökök - Producer: David Lyndon Huff - Executive Producer & Management: Matt Davis - Hangmérnök: Drew Bollman - Produkciós asszisztens: Sorrel Brigman, Seth Morton - Segédmérnökök: Chris Small, Chris Ashburn, Miles Suqua - Masterizálás: Adam Ayan | Fotó, dizájn - Borító fotó: Szergej Arzumanyan - 5. és 8. oldal, hátsó borító: Andrew Hopkins - 2. és 6. oldal: Katie Scott - Haj: J.J. - Grafika és dizájn: The Bright Future Stúdiók - Black Bird Studio, Nashville (TN) - Ben's Studio, Nashville (TN) - Star Struck Studio, Nashville (TN) - Paragon Studio, Nashville (TN) - Cutting Cane Studio, Miami (FL) Keverés - Eargasm Studio, Santa Monica (CA) - Larabee Studio, North Hollywood (CA) - Star Struck Studio, Nashville (TN) |